# Einvernehmen
Einvernehmen bezeichnet einen Rechtsbegriff. Die Bezeichnung ist teilweise gleichbedeutend mit Einverständnis.

## Zivilrecht
Nach der herkömmlichen Terminologie wird im Zivilrecht die vorherige Zustimmung als Einwilligung, die nachträgliche als Genehmigung bezeichnet, vgl. im deutschen Recht § 183 BGB; daneben kommt in einigen Vorschriften (§ 117, § 180 BGB, § 1908b BGB) der Begriff Einverständnis vor. Nicht-fachsprachlich kann dies auch als Einvernehmen bezeichnet werden.
In neueren Vorschriften hat auch der Begriff des Einvernehmens im Sinne des Verwaltungsrechts Eingang ins Zivilrecht gefunden. So ist im Familienrecht beim Recht der elterlichen Sorge festgelegt, dass in allen diesbezüglichen Fragen Einvernehmen anzustreben ist (§§ 1626 ff. und §§ 1687 ff. BGB), ähnlich auch im Eherecht in § 1356 BGB. Entsprechende Regelungen gibt es auch im Kinder- und Jugendhilfegesetz und im Gesetz über die Angelegenheiten der freiwilligen Gerichtsbarkeit, in der Zivilprozessordnung und in neueren Verbraucherschutzvorschriften.

## Verwaltungsrecht
Im Verwaltungsrecht bedeutet Einvernehmen, dass vor einem Rechtsakt das Einverständnis einer anderen Stelle (z. B. Gesetzgebungsorgan, Behörde) vorliegen muss. Ein typischer Fall ist das Einvernehmen der Gemeinde nach § 36 Abs. 1 Baugesetzbuch, das in einem Baugenehmigungsverfahren durch den Gemeinderat erteilt wird.
Ist dagegen eine Entscheidung lediglich im Benehmen mit einer anderen Stelle zu treffen, so bedeutet dies, dass dieser Stelle lediglich Gelegenheit zur Stellungnahme zu geben ist, ohne dass ein Einverständnis erforderlich wäre. Die Stellungnahme muss aber wenigstens zur Kenntnis genommen und in die Überlegungen einbezogen werden.
Ein Verwaltungsakt, der ohne die erforderliche Mitwirkung einer anderen Behörde erlassen wurde, ist zwar rechtswidrig, jedoch nicht schon allein deshalb nichtig (§ 44 Abs. 3 Nr. 4 VwVfG). Die Fehlerhaftigkeit kann geheilt werden, wenn die versäumte Mitwirkung der anderen Behörde nachgeholt wird (§ 45 Abs. 1 Nr. 5 VwVfG).

## Strafrecht
Im Strafrecht wird zwischen dem tatbestandsausschließenden Einverständnis (auf der ersten Stufe des dreistufigen Deliktsaufbaus nach den entsprechenden Handlungslehren) und der die Rechtswidrigkeit der Tat ausschließenden Einwilligung (auf der zweiten Stufe dieses Deliktsaufbaus) unterschieden.
Ein Einverständnis in diesem Sinne liegt vor, soweit gerade der Tatbestand ein Handeln gegen den Willen des Rechtsgutsinhabers voraussetzt. Ansonsten wirkt das Einverstandensein mit der Rechtsgutsbeeinträchtigung lediglich rechtfertigend. Das Einverständnis muss nach außen hin nicht geäußert werden, es reicht der innere einverständliche Wille des Betroffenen aus.
Ein vorhandenes, dem Täter hingegen nicht bekanntes, Einverständnis schließt einen möglichen (untauglichen) Versuch bei Vorliegen eines subjektiven Tatvorsatzes nicht aus.
Beispiele, in denen die nachfolgend genannten Tatbestandsmerkmale bereits durch tatbestandsausschließendes Einverständnis nicht erfüllt sein können, sind insbesondere:
- „(widerrechtlich) eindringt“, „ohne Befugnis“ beim Hausfriedensbruch; § 123 StGB
- „nötigen“ bei der (sexuellen) Nötigung, Erpressung; § 177, § 240, § 253 StGB
- „der Freiheit berauben“ bei der Freiheitsberaubung; § 239 StGB
- „wegnehmen“, „rechtswidrig zuzueignen“ bei Diebstahl, Raub; § 242 ff., § 249 ff. StGB
- „gegen den Willen des Berechtigen“ beim unbefugten Gebrauch eines Fahrzeugs; § 248b StGB